# エージェント・コーディ
『エージェント・コーディ』（原題：Agent Cody Banks）は、2003年製作のアメリカ合衆国の映画。
弱冠15歳の少年がCIAのエージェントとして活躍する姿を描いたスパイ・アクション・コメディ映画。マドンナ製作総指揮。続編『エージェント・コーディ ミッション in LONDON』（2004年）も製作された。

## あらすじ
コーディ・バンクスは、寡黙なパパ、口うるさいママ、ちょっと生意気な弟アレックスと愛犬マーティンと暮らす、ごく普通の15歳の少年である。だが、コーディには友人や家族も知らないある秘密があった。彼はなんとCIAのエリート・エージェントなのである。13歳の時にサマーキャンプを装ったCIA主催の訓練プログラムに参加、空手、車の運転、科学の知識、スパイとして必要なものを全て修得してエージェントとなっていたのだ。
そんなある日、彼の元にロニカ・マイルズという超セクシーな女性エージェントが現れる。コーディにいよいよ初めてのミッションが下されるのだ。だがそれは、コーディが最も苦手とする“女の子のハートを奪うこと”であった。しかしこれには、ある大きな目的があった。
ターゲットとなる女子高生ナタリーの父親コナーズ博士はナノボットという超小型破壊ロボットの権威であるが、世界征服を狙う悪の組織エリスに捕われの身となっていた。コーディに与えられたミッションの本質は、ナタリーに接近してコナーズ博士の研究内容を探ることであった。
コーディはCIAの手配でナタリーと同じ高校に入学するが、女の子に奥手な性格が災いして、なかなかナタリーに近づけない。だがある日、コーディははしごから落ちそうになった彼女を助けたことで距離を一気に縮め、ついに彼女の誕生パーティーに招待され、チャンスをつかむ。そしてパーティー当日、コーディは密かに屋敷内を探索、遂にエリスの世界破壊計画の全貌を突き止めた。
見事ミッションを達成したコーディは、ナタリーと初めてのデートをすることになった。しかし、デートの最中にエリスの手の者が現れ、ナタリーがさらわれてしまう。コーディはロニカの協力を得て彼女の救出に向かう。

## キャスト
- コーディ・バンクス：フランキー・ムニッズ（吹替：山口勝平）
- ナタリー・コナーズ：ヒラリー・ダフ（吹替：坂本真綾）
- ロニカ・マイルズ：アンジー・ハーモン（吹替：高乃麗）
- フランソワ・モレイ：アーノルド・ヴォスルー（吹替：小池浩司）
- CIA長官：キース・デイヴィッド
- コーディの母：シンシア・スティーヴンソン
- コーディの父：ダニエル・ローバック
- ブリンクマン：イアン・マクシェーン
- アレックス・バンクス：コナー・ウィドウズ
- コナーズ博士：マーティン・ドノヴァン
- アール：ダレル・ハモンド